# Самоуправна црква
Самоуправна црква (рус. самоуправляемая церковь) јесте помјесна црква под јурисдикцијом Руске православне цркве.
Патријарашким томосом јој се признаје самосталност у црквено-административним, црквено-привредним, црквено-просвјетитељским и црквено-грађанским пословима.

## Историја
Самоуправне цркве унутар Руске православне цркве су: Летонска православна црква, Православна црква Молдавије и Естонска православна црква. Статус „самоуправног дијела” има Руска православна загранична црква.
Затим, Украјинској православној цркви је признат статус самоуправне цркве са правима широке аутономије. Са тим статусом се налази изнад свих аутономних и самоуправних цркава унутар Руске православне цркве.
Од 2003. године и Архиепископија сјеверноамеричка под јурисдикцијом Антиохијске патријаршије има самоуправни статус (енгл. self-ruled).

## Устројство
На челу самоуправне цркве се налази митрополит или архиепископ који је и епархијски архијереј. Предстојатеља бира сабор самоуправне цркве из реда кандидата које утврђује патријарх и Свети синод Руске православне цркве. Изабрани кандидат ступа на предстојатељску дужност након потврде патријарха. Предстојатељ може бити стални члан Светог синода. Предсједник је сабора и синода самоуправне цркве.
Основни црквеноправни акт самоуправне цркве је устав.
Помјесни сабор Руске православне цркве одлучује о оснивању или укидању самоуправне цркве. Патријарх и Свети синод одлучују о оснивању или укидању епархија унутар самоуправне цркве на предлог њеног синода уз накнадну потврду Архијерејског сабора. Све архијереје самоуправне цркве бира њен синод из реда кандидата које утврђује патријарх и Свети синод. Ови архијереји су чланови Помјесног сабора и Архијерејског сабора, а могу бити и чланови Светог синода.
Највиша судска власт за самоуправну цркву су Високи општецрквени суд и Архијерејски сабор Руске православне цркве.